# Bùi Xuân Hạnh
Bùi Xuân Hạnh (tên khai sinh là Bùi Thị Xuân Hạnh; sinh ngày 21 tháng 10 năm 2001) là một hoa hậu và người mẫu Việt Nam. Cô đăng quang Hoa hậu Hoàn vũ Việt Nam 2023 và đại diện đầu tiên của Việt Nam tại Hoa hậu Hoàn vũ Quốc tế. Cô cũng từng tham gia cuộc thi The Face Vietnam 2023 thuộc đội của huấn luyện viên Vũ Thu Phương và đạt danh hiệu Á quân của cuộc thi..

## Tiểu sử
Bùi Xuân Hạnh sinh năm 2001 tại Ninh Bình, cô từng theo học tại trường THPT Chuyên Lương Văn Tụy (chuyên Hóa Học) và tốt nghiệp trường Đại học Kinh tế Quốc dân.

## Sự nghiệp

### The Face Vietnam 2023
Xuân Hạnh chính thức ghi danh tại The Face Vietnam 2023 với tư cách là thí sinh của đội huấn luyện viên Vũ Thu Phương. Vào đêm chung kết của cuộc thi, qua các vòng thi xuất sắc, cô đạt được vị trí Á quân chung cuộc với Quán quân là Huỳnh Tú Anh thuộc đội huấn luyện viên Anh Thư.

### Hoa hậu Hoàn vũ Việt Nam 2023
Xuân Hạnh tiếp tục tham gia vào đấu trường nhan sắc với việc ghi danh tại cuộc thi Hoa hậu Hoàn vũ Việt Nam 2023 và cũng là cuộc thi nhan sắc đầu tiên mà cô tham gia. Cô đã giành chiến thắng tại cuộc thi này.

### Hoa hậu Hoàn vũ Quốc tế 2024
Với danh hiệu Hoa hậu Hoàn vũ Việt Nam 2023, cô đã chính thức trở thành đại diện Việt Nam tại Hoa hậu Hoàn vũ Quốc tế - Miss Cosmo 2024 được tổ chức vào tháng 9 năm 2024 tại Thành phố Hồ Chí Minh, và lọt Top 5 chung cuộc.

## Thành tích
- Á quân The Face Vietnam
  - Giải phụ Người đẹp Thời trang
  - Chiến thắng thử thách "Cosmo Look"
- Đăng quang Hoa hậu Hoàn vũ Việt Nam 2023
- Top 5 Hoa hậu Hoàn vũ Quốc tế 2024
  - Giải phụ Trang phục Dạ hội đẹp nhất